# Gimnazjum im. św. Stanisława Kostki w Warszawie
Gimnazjum im. św. Stanisława Kostki – gimnazjum męskie działające w Warszawie w latach 1908–1944.

## Historia
Koło Szkolne im. św. Stanisława Kostki w Warszawie powstało z inicjatywy Związku Katolickiego w 1908 roku. Zalegalizowano je 28 lipca 1908 roku. Celem Koła było „utrzymywanie w Warszawie 8-klasowej szkoły filologicznej oraz opieka nad wychowańcami tej szkoły”.
Komitet organizacyjny zwrócił się do Zygmunta hrabiego Wielopolskiego (wnuka Aleksandra margrabiego Wielopolskiego) o uzyskanie prywatnej koncesji na prowadzenie polskiego gimnazjum od rosyjskich władz szkolnych. Wielopolski uzyskał tę koncesję 30 września 1908 roku.
W pierwszych dwu latach szkoła mieściła się w kamienicy przy ulicy Zgoda 9. Od 1910 roku przy Brackiej 18, a następnie – od jesieni 1915 roku – przy ul. Traugutta (dawniej Berga) 3.
Od roku 1910 prefektem, a w latach 1925–1940 dyrektorem tego gimnazjum, był bł. Roman Archutowski, jeden ze 108 męczenników drugiej wojny światowej.
Elitarne Gimnazjum im. św. Stanisława Kostki przyjmowało jednak uczniów ze wszystkich warstw społecznych. Wielu z nich brało udział w wojnie polsko-bolszewickiej, co odnotowywano na świadectwie maturalnym.

## Po 1989
Tradycję szkoły kontynuuje oficjalnie od 1994 Liceum Ogólnokształcące Niepublicznego Kolegium Św. Stanisława Kostki w Warszawie.
W placówce uczy się głównie młodzież polskiego pochodzenia ze Wschodu, m.in. z takich krajów jak: Ukraina, Białoruś, Kazachstan, Armenia, Gruzja, Rosja, Mołdawia, czy Kirgistan. Liceum funkcjonuje na prawach szkoły publicznej. Naukę uczniów polskiego pochodzenia ze Wschodu są częściowo finansowane z budżetu państwa.

### Historia
Liceum powstało w 1992 roku. W 1994 roku odziedziczyło historię oraz imię po Gimnazjum im. św. Stanisława Kostki. Liceum początkowo mieściło się w Pyrach przy Domu Dziecka nr 10. W 2001 roku przeniosło się do Wilanowa, od 2013 mieści się przy ul. Bobrowieckiej 9 w Centrum Konferencyjnym. Organem prowadzącym szkołę jest Oddział Warszawski Katolickiego Stowarzyszenia Wychowawców. Szkołę wspiera Fundacja Dla Polonii.

### Miejsce w rankingach
Według rankingu prowadzonego przez czasopismo „Perspektywy”, LO Niepublicznego Kolegium Św. Stanisława Kostki znalazło się w gronie 25 najlepszych warszawskich liceów.